# Acanthiops
Acanthiops is een geslacht van haften (Ephemeroptera) uit de familie Baetidae.

## Soorten
Het geslacht Acanthiops omvat de volgende soorten:
- Acanthiops cooperi
- Acanthiops delphinae
- Acanthiops elgonensis
- Acanthiops erepens
- Acanthiops faro
- Acanthiops gosei
- Acanthiops griffithsi
- Acanthiops io
- Acanthiops marlieri
- Acanthiops namorona
- Acanthiops spinosum
- Acanthiops tsitsa
- Acanthiops variegatus
- Acanthiops varius
- Acanthiops zomba